# Verwaltungsgemeinschaft Sangerhausen
In de voormalige Verwaltungsgemeinschaft Sangerhausen, gelegen in het toenmalige Landkreis Sangerhausen, werkten op het laatst tien gemeenten gezamenlijk aan de afwikkeling van hun gemeentelijke taken. Ze bleven juridisch echter onafhankelijk. Het zijn dus geen deelgemeenten naar de Nederlandse of Belgische betekenis van de term deelgemeente. De Verwaltungsgemeinschaft had een oppervlakte van 128 km² en had op 31 december 2004 28.785 inwoners.

## Deelnemende gemeenten
Deelnemende gemeente met onderliggende Ortsteile waren:
- Edersleben tot 28-4-2000
- Gonna met Wilhelmshöhe
- Grillenberg vanaf 1-1-2005
- Horla vanaf 1-1-2005
- Lengefeld met Meuserlengefeld vanaf 1-1-2005
- Morungen vanaf 1-1-2005
- Oberröblingen
- Obersdorf vanaf 1-1-2005
- Pölsfeld tot 3-7-2005
- Rotha met Paßbruch vanaf 1-1-2005
- Stad Sangerhausen met Brühlberg, Pfeiffersheim, Sankt Julian en Taubenberg
- Wettelrode vanaf 1-1-2005

## Geschiedenis
De Verwaltungsgemeinschaft werd in 1994 opgericht en betsond oorspronkelijk uit de stad Sangerhausen en de gemeenten Edersleben en Oberröblingen. Op 29 april 2000 is de gemeente Edersleben overgegaan naar de Verwaltungsgemeinschaft Helme.
Op 1 januari 2005 is een deel van de gemeenten (Gonna, Grillenberg, Horla, Lengefeld, Morungen, Obersdorf, Pölsfeld, Rotha en Wettelrode) van het opgeheven Verwaltungsgemeinschaft Südharz overgekomen. Op 3 juli 2005 is de gemeente Pölsfeld overgegaan naar de Verwaltungsgemeinschaft Allstedt-Kaltenborn.
Op 1 oktober 2005 zijn alle deelnemende gemeenten geannexeerd door de stad Sangerhausen die daarmee tevens eenheidsgemeente werd.